# Buellia ventricosa
Buellia ventricosa är en lavart som beskrevs av Müll. Arg. 1883. Buellia ventricosa ingår i släktet Buellia och familjen Caliciaceae.   Inga underarter finns listade i Catalogue of Life.